# Monrose

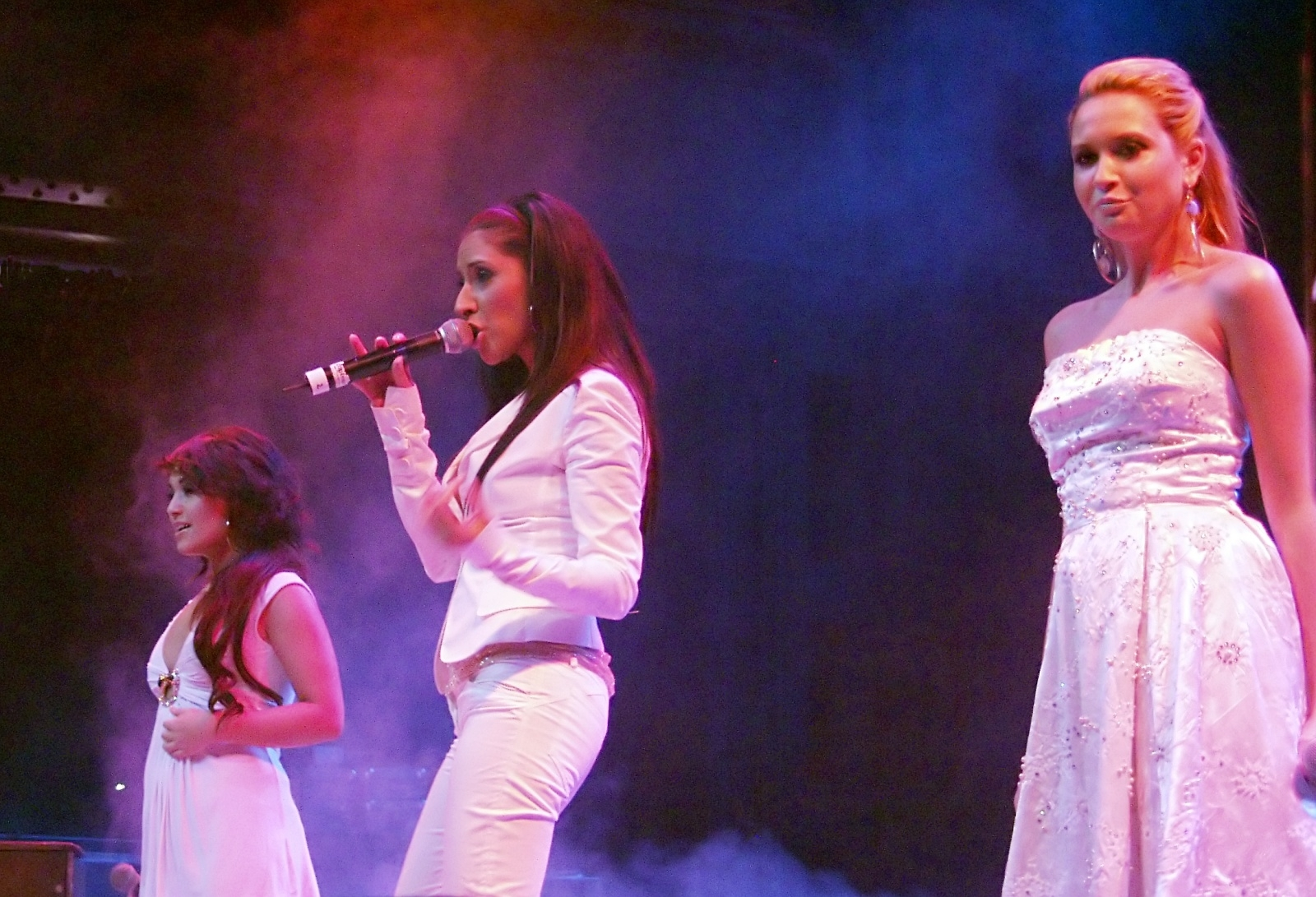
De la stânga la dreapta:Bahar Kızıl, Senna Guemmour şi Mandy Capristo

Monrose este o formație de fete din Germania formată în 2006. Ele au devenit cunoscute în Europa datorită albumului de debut, intitulat Temptation, care a urcat rapid în clasamentele de specialitate. Formația este compusă din trei fete: Bahar Kızıl, Senna Guemmour și Mandy Capristo.

## Discografie

### Albume
| Anul | Titlul            | Clasament | Clasament | Clasament | Vânzari   | Premii                                                 |
| Anul | Titlul            | GER       | AUS       | CH        | Vânzari   | Premii                                                 |
| ---- | ----------------- | --------- | --------- | --------- | --------- | ------------------------------------------------------ |
| 2006 | Temptation        | 1         | 1         | 1         | 450 000   | Germania: 2x Platină Austria: Platină Elveția: Platină |
| 2007 | Strictly Physical | 2         | 7         | 6         | + 150 000 | Germania : Aur Austria : Aur                           |
| 2008 | I Am              | 9         | 20        | 14        | + 100.000 |                                                        |

- The Evolution

## Premii
- 2006 Otto de argint Pop National
- 2007 Platină pentru melodia „Shame”
- 2007 Otto de argint Pop National
- 2007 Aur pentru melodia „Hot Summer”
- 2008 Comet pentru cel mai bun videoclip, „Hot Summer”
- 2008 Vivalicious Styling Award

## Formare
Cu un motto foarte sugestiv, „Noi Îngeri Caută Țară”, în vara anului 2006 membrii juriului, Diter Falk, Detlef D! Soost și Nina Hagen au pornit în căutarea unei noi formații care să pășească pe urmele celei mai de succes trupe din Germania, No Angels. De-a lungul a șase luni, juriul a pus fiecare fată sub lupă (peste 18.000). În data de 23.11.2006 s-a ținut marea finală, unde s-au aflat cele 6 finaliste, Katy, Ari, Romina, Bahar, Senna, Mandy. De-a lungul acelei seri țara a găsit cele 3 fete pe care le-a căutat în decursul celor șase luni de zile.
Asfel, pe data de 23.11.2006, Bahar Kızıl, Senna Guemmour și Mandy Capristo au devenit peste noapte vedete pop și membre ale formației Monrose.

## Nominalizări
- 2006 Bravo Otto - Super Band ( National )
- 2007 ECHO - Gruppe des Jahres ( National )
- 2007 ECHO - Newcommer des jahres ( National )
- 2007 COMET - Newcommer des jahres
- 2007 AMADEUS AWARD - Single Des Jahres ( International )
- 2007 NICK KIDS' CHOICE AWARD - Lieblingsband
- 2007 Bravo Otto - Super Band ( National )
- 2008 COMET - Beste Bend
- 2008 NICK KIDS' CHOICE AWARD - Lieblingsband
- 2008 JETIX AWARD - Liblingsband
- 2009 Bravo Otto - Super Band ( National )

## Single-uri
| Anul | Single-uri                             | Poziții in Topuri | Poziții in Topuri | Poziții in Topuri | Poziții in Topuri | Poziții in Topuri | Poziții in Topuri | Poziții in Topuri | Poziții in Topuri | Album                     |
| Anul | Single-uri                             | NL                | DE                | AT                | CH                | PL                | FIN               | UK                | EU                | Album                     |
| ---- | -------------------------------------- | ----------------- | ----------------- | ----------------- | ----------------- | ----------------- | ----------------- | ----------------- | ----------------- | ------------------------- |
| 2006 | Shame                                  | —                 | 1                 | 1                 | 1                 | 10                | —                 | —                 | 10                | Temptation                |
| 2007 | Even Heaven Cries                      | —                 | 6                 | 17                | 19                | 49                | —                 | —                 | 16                | Temptation                |
| 2007 | Hot Summer*                            | 68                | 1                 | 1                 | 1                 | 58                | 19                | —                 | 10                | Strictly Physical         |
| 2007 | Strictly Physical                      | 130               | 6                 | 16                | 29                | 7                 | —                 | —                 | 18                | Strictly Physical         |
| 2007 | What You Don't Know                    | —                 | 6                 | 16                | 34                | —                 | —                 | —                 | 21                | Strictly Physical         |
| 2008 | We Love²                               | —                 | —                 | —                 | —                 | —                 | —                 | —                 | —                 | Geen Album Song           |
| 2008 | Strike The Match                       | —                 | 10                | 16                | 11                | —                 | —                 | —                 | 27                | I Am                      |
| 2008 | Hit´N Run                              | —                 | 16                | 29                | 55                | 69                | —                 | —                 | 55                | I Am                      |
| 2008 | Why Not Us                             | —                 | 27                | 53                | —                 | —                 | —                 | —                 | —                 | I Am                      |
| 2009 | Walking Away Craig David feat. Monrose | —                 | —                 | —                 | —                 | —                 | —                 | —                 | —                 | Craig David Greatest Hits |

## DVD
- 2006* POPSTARS making of MONROSE